# نينجا غايدن: سيف التنين
نينجا غايدن: سيف التنين (بالإنجليزية: Ninja Gaiden: Dragon Sword)‏ ، هي لعبة فيديو من نوع مغامرات وأكشن، أنتجت شركة تيكمو سنة 2008م، وتعمل على نظام نينتندو دي إس الحصري.

## وصلة خارجية
- الموقع الرسمي
 (باليابانية)